# WCBE
Koordinaten: 39° 57′ 48,2″ N, 83° 0′ 16,6″ W
| WCBE |

WCBE – Ohio Public Radio (W-Columbus Board of Education) ist ein freier, öffentlicher Sender in Columbus, Ohio und Teil des National Public Radio.

## Geschichte
WCBE wurde 1956 gegründet und war 1970 die erste Station des National Public Radio in Ohio. In den 1980er begann der Sender mit er Ausstrahlung einer Mischung aus der „NPR News“-Schiene und klassischer Musik, wechselte jedoch in den 1990ern zu einem „Adult Album Alternative“-Format (AAA).
1980 wurde das News Bureau des Statehouse von Ohio gegründet, mit dem Ziel, politische Bildung zu leisten und über die Arbeit des Statehouse zu berichten. Die Reporter des News Bureau berichten für WCBE und für die NPR Morning Edition, All Things Considered und Marketplace. 